# Gemeinderatswahlen in Niederösterreich 2025
Die Gemeinderatswahlen in Niederösterreich 2025 fanden am 26. Jänner 2025 in 568 der 573 niederösterreichischen Gemeinden statt.
- SPÖ: 2997
- GRÜNE: 307
- NEOS: 85
- ÖVP: 6440
- FPÖ: 1315
- Sonst.: 729

## Überblick
Ausgenommen waren die Marktgemeinde Pernersdorf, die Marktgemeinde Vösendorf und drei Städte mit eigenem Statut: Krems an der Donau, St. Pölten und Waidhofen an der Ybbs. Diese 5 Gemeinden und Städte haben eigene Wahltermine und daher bereits früher gewählt.
Von den Allgemeinen Gemeinderatswahlen wurde die Gemeinderatswahl der Stadt Wiener Neustadt unterschieden, die zwar auch eine Stadt mit eigenem Statut ist, aber vom Magistrat der Stadt ebenfalls für denselben Tag ausgeschrieben wurde.
Rund 1,31 Millionen Menschen waren wahlberechtigt. Personen mit Nebenwohnsitz in Niederösterreich waren bei dieser Wahl erstmals nicht mehr wahlberechtigt, wodurch sich die Zahl der Wahlberechtigten um mehr als 166.000 verringerte. Insgesamt wurden 11.821 Mandate vergeben.
Die ÖVP war die einzige Partei, die in allen 568 Gemeinden am Stimmzettel zu finden war. Die SPÖ trat in insgesamt 539 Gemeinden an. Einen enormen Anstieg verzeichnete die FPÖ, die bei der Wahl in insgesamt 448 niederösterreichischen Kommunen kandidiert hatte. Bei den Gemeinderatswahlen vor fünf Jahren war die Partei in (nur) 365 Gemeinden angetreten. Grüne und NEOS kandidierten in 120 beziehungsweise 52 Gemeinden.

## Wahlordnung
Die niederösterreichische Wahlordnung gibt an, dass Staatsbürger von Österreich und Staatsangehörige von Mitgliedstaaten der Europäischen Union mit dem Hauptwohnsitz in der entsprechenden Gemeinde, ab dem Alter von 16 Jahren aktiv und ab dem Alter von 18 passiv bei der Gemeinderatswahl wahlberechtigt sind.
In Niederösterreich werden Bürgermeister nicht direkt gewählt. Das passive Wahlrecht für die durch den Gemeinderat gewählten Positionen des Gemeindevorstand (bzw. Stadtrat; bestehend aus Bürgermeister, Vizebürgermeister und geschäftsführende Gemeinderäte, bzw. Stadträte), erstreckt sich nicht auf Staatsangehörige von Mitgliedstaaten der Europäischen Union.

## Lage nach der Wahl
Beim „fiktiven Landesergebnis“ blieb die ÖVP trotz ihrer Verluste mit haushohem Abstand auf Platz eins. Mit 20 Prozent Abstand folgte die SPÖ auf dem zweiten Platz. Die FPÖ legte zu und ist erstmals in drei Gemeinden auf Platz eins.
Mit 47 Prozent (minus 5,9 Prozentpunkte) blieb die Volkspartei klare Nummer eins auf kommunaler Ebene. Ihr Ergebnis lag knapp unter jenem aus 1995 (47,34 Prozent). Es folgten die SPÖ mit 26,4 Prozent (2020: 27,7) und die FPÖ mit 13,1 Prozent (plus 7,3 Prozentpunkte), ihrem besten Ergebnis auf kommunaler Ebene in NÖ. Die Grünen verloren etwa ein Fünftel ihrer Wähler und erreichten 4,7 Prozent (minus 1,2 Prozentpunkte), NEOS 1,8 Prozent (plus 0,5 Prozentpunkte). Listen kamen auf 7,2 Prozent (vor fünf Jahren: 6,5 Prozent).
In Wiener Neustadt, der größten Stadt, in der an diesem Wahltag in Niederösterreich auf kommunaler Ebene gewählt wurde, verteidigte die ÖVP trotz Verlusten klar den 2020 erstmals errungenen ersten Platz. In der Waldviertler Bezirkshauptstadt Waidhofen an der Thaya erreichte die ÖVP die absolute Mehrheit. In der Flughafenstadt Schwechat und in Traiskirchen konnte die SPÖ ihre absolute Mehrheit verteidigen. Die FPÖ erreichte in drei Gemeinden den ersten Platz (Pernitz, Enzersdorf an der Fischa, Lassee).